# Lebel modèle 1886

Az M1886 M93 (Lebel) francia hadsereg ismétlő puskája volt. Létrehozásának időpontjában, 1887-ben kifejezetten modern fegyvernek számított, egyesítette a vieille-féle gyér füstű (füst nélküli) lőpor és a rubin-féle köpenyes lövedéket. Nagy teljesítményű 8 mm-es Lebel töltényt használt, ami akkoriban kis űrméretnek számított. A puskának hengeres zára volt, az töltést a cső alatti előágy tárból végezte. A típust 1893-ban korszerűsítették, a fegyver minőségét jól példázza, hogy a francia haderő végigharcolta vele az első világháborút és még a második világháborúban is szereltek fel vele alakulatokat. Az M93 megjelenése ösztönzőleg hatott a többi nagyhatalom hadseregeinek is korszerű ismétlő puskák beszerzésére.

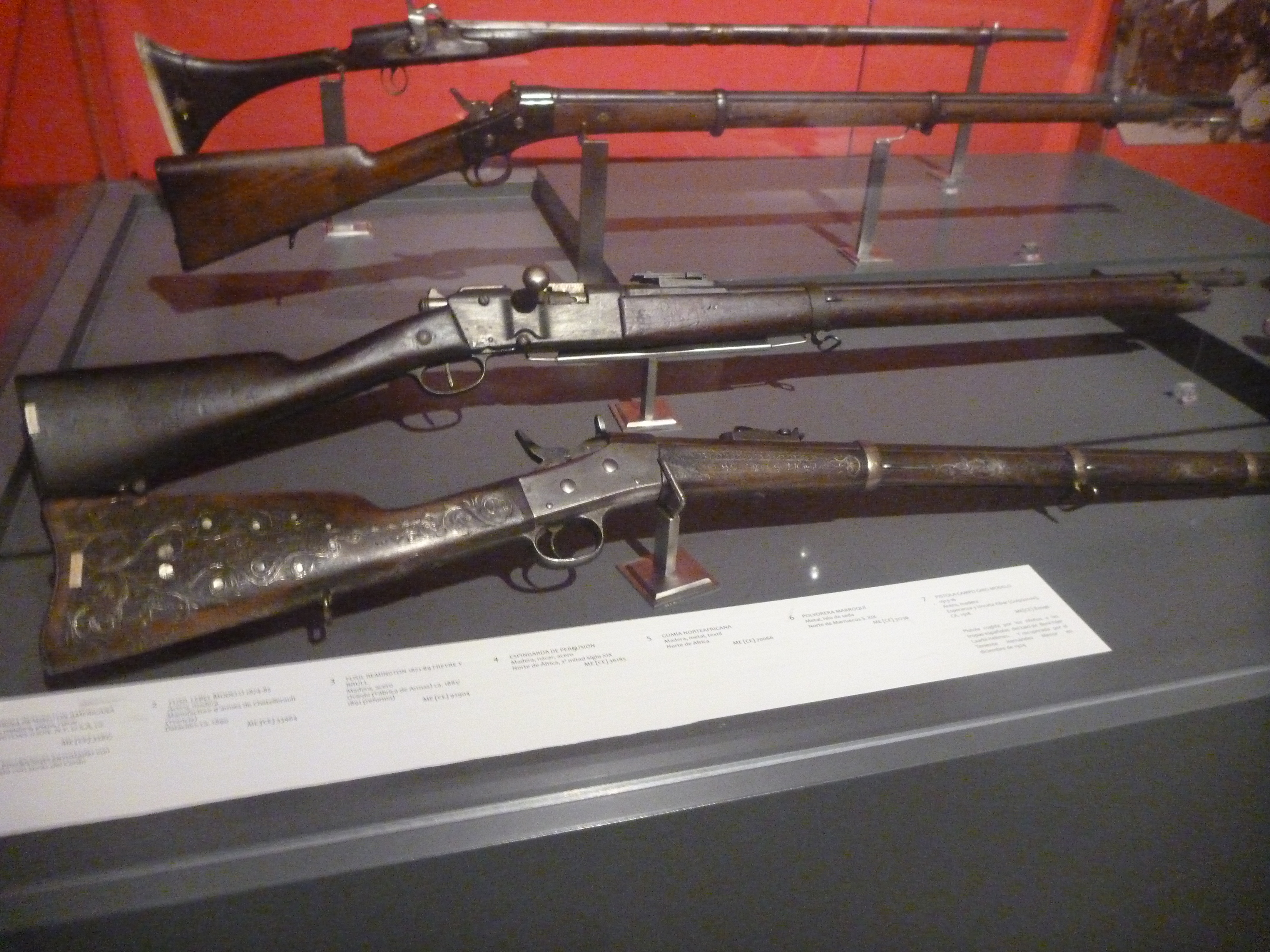
Lebel ismétlőpuskák kiállítva

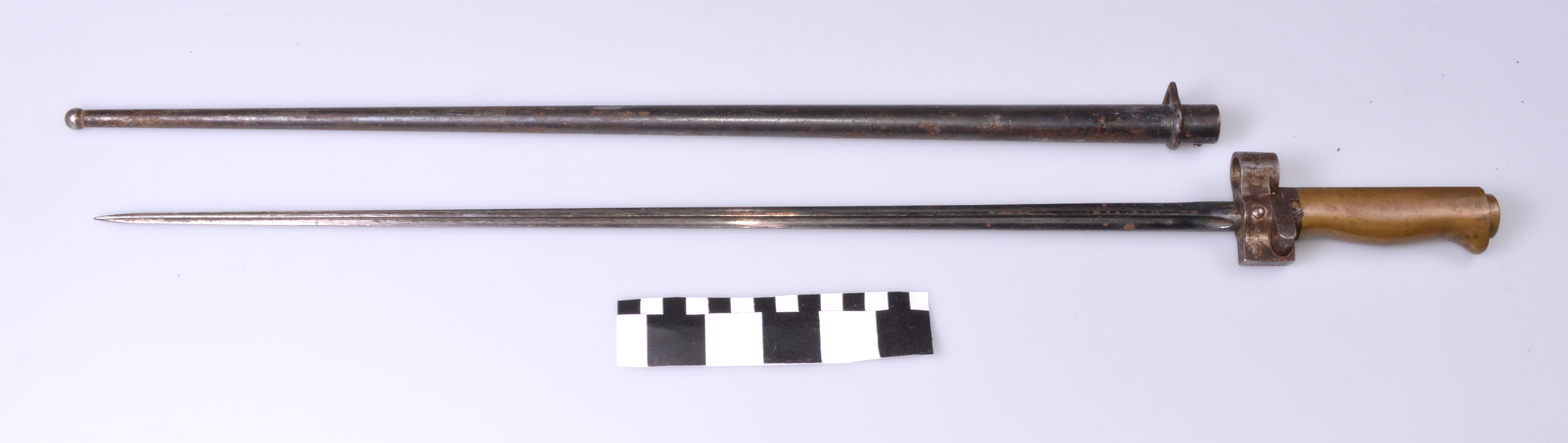
A Lebel ismétlőpuskához rendszeresített szúróbajonett és tokja